# Wonieść (województwo wielkopolskie)
Wonieść – wieś w Polsce położona w województwie wielkopolskim, w powiecie kościańskim, w gminie Śmigiel. Leży 60 km na południe od Poznania, 12 km na południe od Kościana i 12 km na wschód od Śmigla, nad jeziorem Wonieść.
W latach 1975–1998 miejscowość administracyjnie należała do województwa leszczyńskiego.

## Zabytki
- pałac z 1900 wybudowany przez Justusa von Wedemeyera, otoczony parkiem o powierzchni 12,2 ha założonym w drugiej połowie XIX w. Obiekt obecnie mieści oddział leczenia nerwic Wojewódzkiego Szpitala Neuropsychiatrycznego im. Oskara Bielawskiego w Kościanie. Nad głównym wejściem w dwupiętrowym szycie zwieńczonym frontonem typu par enroulement umieszczono ogromne okno witrażowe. W szczycie nad potrójnym oknem kartusz z pustą tarczą[4]. Jeden z dębów w parku przypałacowym ma obwód 510 cm
- kościół parafialny pw. św. Wawrzyńca z XV wieku rozbudowany w latach 1887−1890 według planów architekta Alexisa Langera z Wrocławia[5]. Wyposażenie pochodzi z 1896. Na kościele znajduje się tablica upamiętniająca Aleksego Klawka – inicjatora wydania Biblii poznańskiej, profesora Uniwersytetu Jana Kazimierza we Lwowie
- domy szachulcowe pochodzące z XIX wieku (numery 23 i 65).

Na szkole umieszczono tablicę pamiątkową ku czci Tadeusza Konopińskiego – zootechnika, profesora Uniwersytetu Wrocławskiego i dyrektora Wielkopolskiej Izby Rolniczej (urodzonego w Wonieściu w 1894).

## Galeria

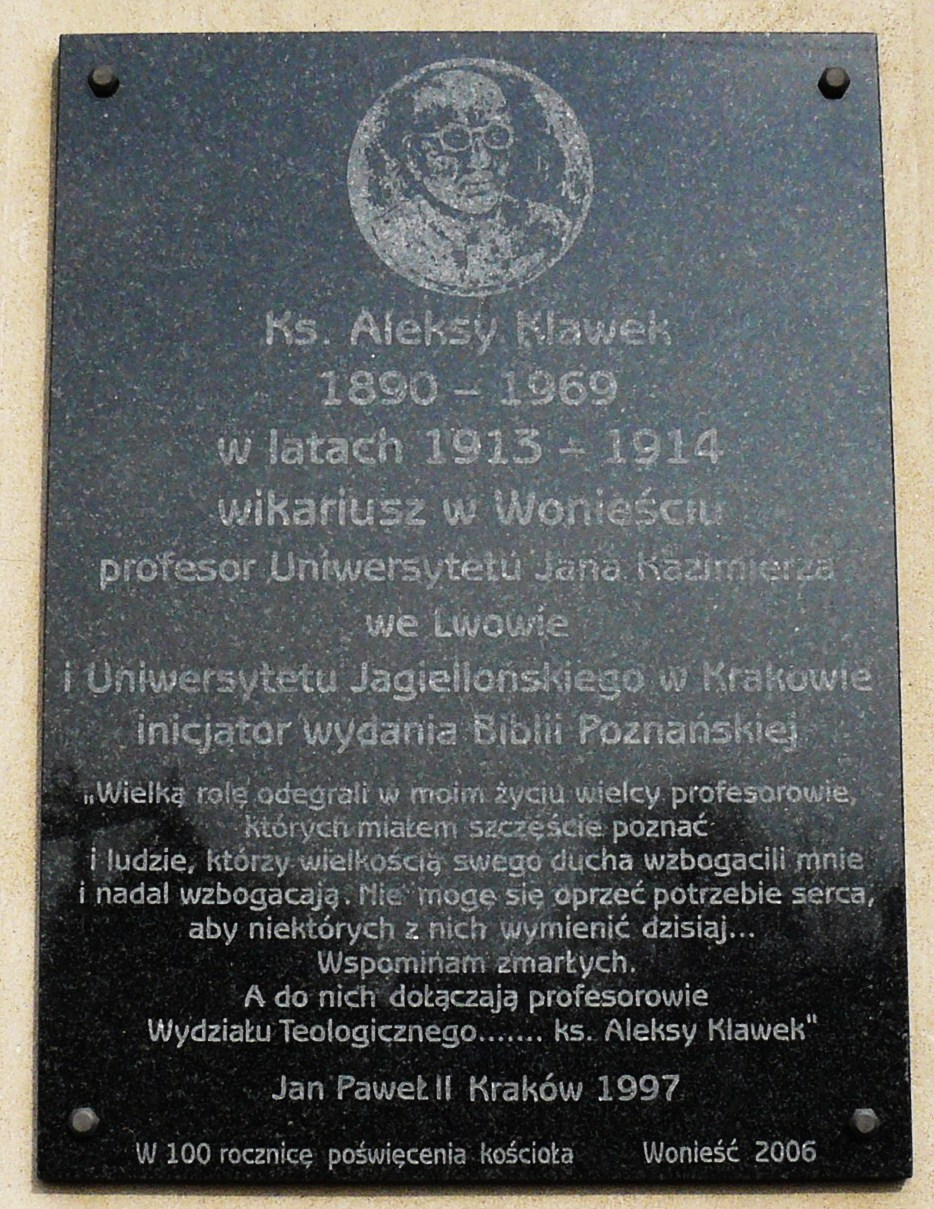
Tablica ku pamięci Aleksego Klawka
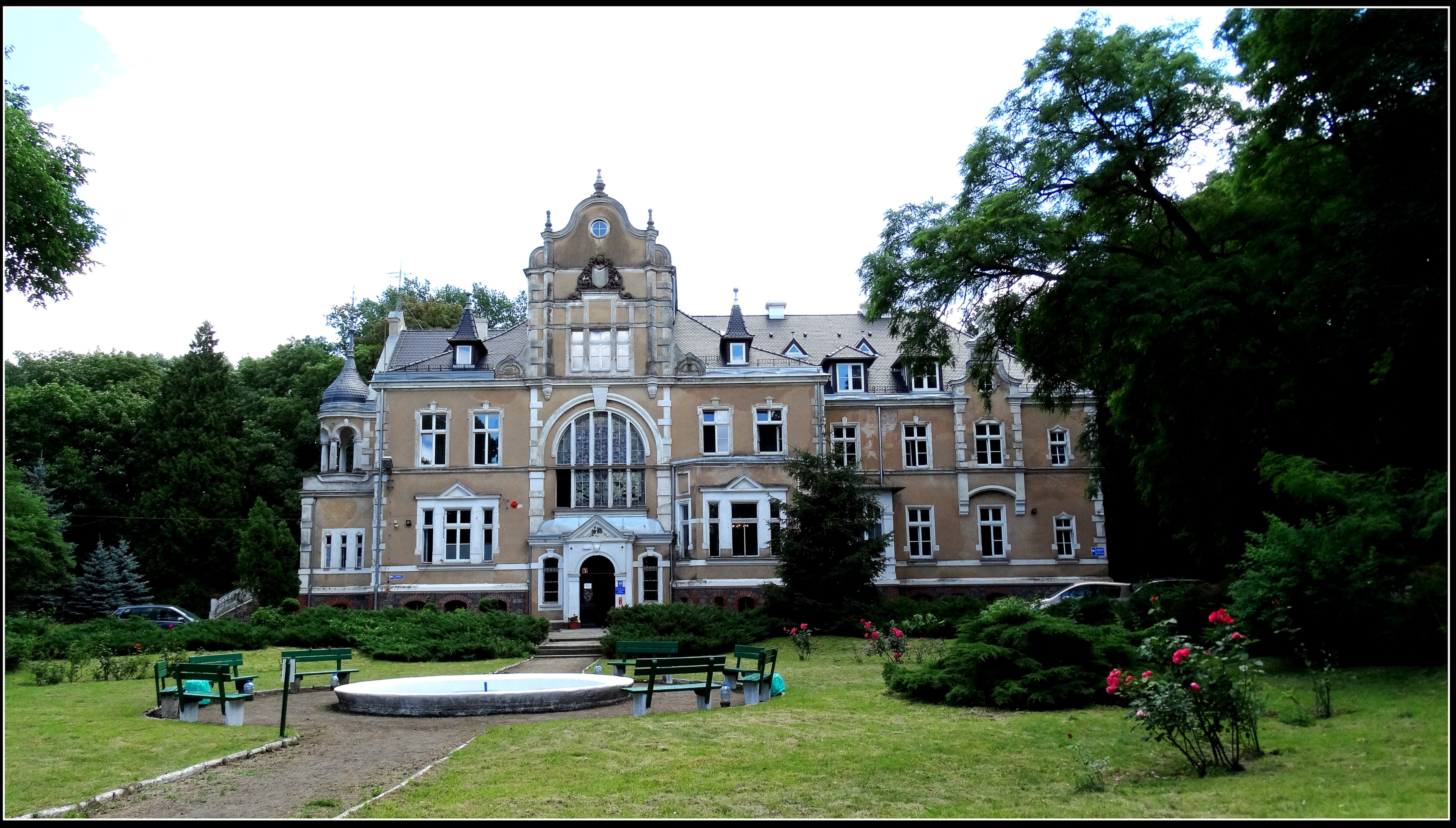
Pałac w Wonieściu
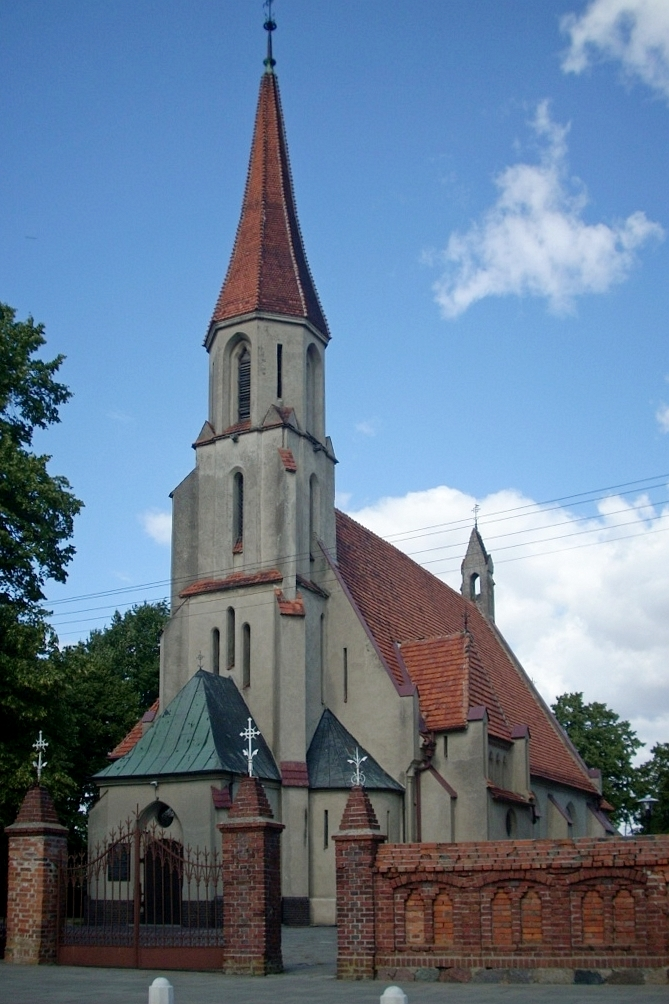
Kościół pw. św. Wawrzyńca